# Montague (New York)
Montague è un comune degli Stati Uniti d'America, situato nello stato di New York, nella contea di Lewis.